# 2001년 시카고 영화 비평가 협회상
제14회 시카고 비평가 협회상은 2001년 영화를 대상으로 2002년에 열린 시상식이다.

## 수상 및 후보

### 작품상
- 멀홀랜드 드라이브

### 감독상
- 멀홀랜드 드라이브 - 데이빗 린치 수상

### 남우주연상
- 로얄 테넌바움 - 진 핵크만 수상

### 여우주연상
- 멀홀랜드 드라이브 - 나오미 왓츠 수상

### 남우조연상
- 판타스틱 소녀 백서 - 스티브 부세미 수상

### 여우조연상
- 바닐라 스카이 - 카메론 디아즈 수상

### 각본상
- 메멘토 - 크리스토퍼 놀란 수상

### 외국어영화상
- 아멜리에

### 다큐멘터리상
- 인듀어런스

### 촬영상
- 반지의 제왕 - 반지 원정대 - 앤드류 레즈니 수상

### 음악상
- 반지의 제왕 - 반지 원정대 - 하워드 쇼어 수상

### 유망감독상
- 토드 필드 수상

### 유망연기상
- 오드리 토투 수상